# Fabienne Erni
Fabienne Erni (11 maart 1993) is een Zwitsers zangeres en multi-instrumentaliste, bekend van de bands Eluveitie en Illumishade. In de genoemde bands fungeert ze voornamelijk als zangeres en harpiste; in de covers op haar YouTubekanaal begeleidt ze zichzelf doorgaans op haar keyboard of ukelele.

## Leven en werk
Fabienne Erni werd in 1993 geboren als dochter van landbouwwerktuigmechanicus Pius Erni en Agatha Erni. Als kind had ze al interesse in muziek en zong ze mee met muziek van onder meer ABBA en musicals. Rond haar twaalfde levensjaar leerde ze de gitaar en piano bespelen; op haar vijftiende kreeg ze voor het eerst zangles in de vorm van Complete Vocal Technique, een uit Kopenhagen afkomstige cursus. Op school maakte ze deel uit van schoolbands. Na haar middelbare school heeft Erni een jaar in het noorden van Zweden doorgebracht.
In 2016/2017 werd Erni zangeres van folkmetalband Eluveitie, nadat de oorspronkelijke zangeres, Anna Murphy, de band had verlaten. Ook leerde ze in die periode de harp bespelen. In 2019 richtte ze de band Illumishade op met gitarist Jonas Wolf, in eerste instantie als afstudeerproject voor haar studie zangkunst. Ze behaalde een diploma voor zanglerares. Nadien zette ze de band voort.
In 2020 zette Erni een Patreonpagina op. In 2023 was ze te horen op de single Bastard von Asgard van de Duitse folkmetalband Feuerschwanz. Ook was ze datzelfde jaar gastzangeres in het nummer New Horizons van de Zwitsers-Duitse band The Dark Side Of The Moon.
Op zowel haar Patreonpagina als YouTubekanaal plaatst ze regelmatig covers. In 2020 haalde ze het nieuws met haar cover van Show Yourself uit de film Frozen II en in 2023 met haar cover van Call Me Little Sunshine van de Zweedse band Ghost.

## Talen
Erni spreekt vloeiend (Zwitser-)Duits en Engels, en ook enigszins Keltisch en Zweeds. Verder heeft ze voor muzikale doeleinden een gereconstrueerde vorm van het Gallisch geleerd, die ze ten gehore brengt in diverse nummers van Eluveitie. 

## Discografie

### Met Eluveitie
| Jaar | Titel                 | Soort |
| ---- | --------------------- | ----- |
| 2017 | Evocation II: Panteon | album |
| 2019 | Ategnatos             | album |
| 2025 | Ànv                   | album |

### Met Illumishade
| Jaar | Titel                     | Soort |
| ---- | ------------------------- | ----- |
| 2020 | ECLYPTIC: Wake of Shadows | album |
| 2024 | Another Side of You       | album |

### Solomuziek (selectie)
| Jaar | Titel                                                | Opmerkingen                                                            |
| ---- | ---------------------------------------------------- | ---------------------------------------------------------------------- |
| 2020 | Ambiramus (Live Acoustic Version)                    | akoestische livecover van de gelijknamige Eluveitie-single             |
| 2020 | Imagine (Live Acoustic Cover)                        | akoestische livecover van Imagine van John Lennon                      |
| 2020 | Your Song (Live Acoustic Cover)                      | akoestische livecover van Your Song van Elton John                     |
| 2020 | Show Yourself (Vocal and Piano Cover)                | cover van Show Yourself uit de film Frozen II                          |
| 2021 | Architects (Vocal and Piano Cover)                   | cover van Architects van Dead Butterflies                              |
| 2021 | Take on Me (Vocal and Piano Cover)                   | cover van Take On Me van A-ha                                          |
| 2021 | Behind Blue Eyes (Vocal and Ukelele Cover)           | cover van Behind Blue Eyes van The Who                                 |
| 2021 | The Pretender                                        | cover van The Pretender van Foo Fighters - met Michalina Malisz        |
| 2022 | Total Eclipse of the Heart (Live Acoustic Cover)     | akoestische livecover van Total Eclipse of the Heart van Bonnie Tyler  |
| 2023 | Somewhere Over The Rainbow (Vocal and Ukelele Cover) | cover van Somewhere Over the Rainbow van Judy Garland                  |
| 2023 | Call Me Little Sunshine (Vocal and Piano Cover)      | cover van Call Me Little Sunshine van Ghost                            |
| 2023 | Jul, Jul, strålande Jul                              | traditioneel kerstnummer - met Viktor Emanuel                          |
| 2024 | Save Your Tears - Live Cover at Grand Canyon         | cover van Save Your Tears van The Weeknd                               |
| 2025 | What a Wonderful World (Dark Orchestral Cover)       | cover van What a Wonderful World van Louis Armstrong - met Mirjam Skal |

### Als gastmuzikante
| Jaar | Titel              | Met artiest               |
| ---- | ------------------ | ------------------------- |
| 2020 | Defrost            | Another Kind              |
| 2020 | Milestone          | Another Kind              |
| 2022 | New World          | Lindsay Schoolcraft       |
| 2023 | Truth In Veins     | Seas On The Moon          |
| 2023 | Bastard von Asgard | Feuerschwanz              |
| 2023 | New Horizons       | The Dark Side Of The Moon |
| 2023 | Antidote           | Mortemia                  |